# Palazzolo dello Stella
Palazzolo dello Stella är en ort och kommun i regionen Friuli-Venezia Giulia i Italien och tillhörde tidigare även provinsen Udine som upphörde 2018. Kommunen hade 2 917 invånare (2018).